# Ichnopus macrobetomma
Ichnopus macrobetomma is een vlokreeftensoort uit de familie van de Uristidae. De wetenschappelijke naam van de soort is voor het eerst geldig gepubliceerd in 1917 door Stebbing.